# ビクトリア・プシナ
ビクトリア・アレクサンドロヴナ・プシナ（ロシア語: Виктория Александровна Пушина、ラテン文字転写: Viktoriia Aleksandrovna Pushina、2000年3月9日 - ）は、ロシアの女子バレーボール選手。ポジションはミドルブロッカー。ロシア代表。

## 来歴

### クラブチーム
オムスク出身。2016年、Severyanka Cherepovetsへ入団し6年間プレーした。2021年5月、Proton-Saratovへ移籍し、2021/22シーズンのロシアスーパーリーグではベストミドルブロッカー賞を受賞した。2022/23シーズンのロシアスーパーリーグでは3位となった。2023年、ディナモ・モスクワへ移籍し、2023/24シーズンのロシアスーパーリーグではベストミドルブロッカー賞を受賞した。

### 代表チーム
アンダーカテゴリーの代表として2017年のU-19欧州選手権で金メダルを獲得し、自身もベストミドルブロッカー賞を受賞した。同年のU-19世界選手権に出場し銅メダルを獲得し、ベストミドルブロッカーを受賞した。2018年、U-19欧州選手権で銀メダルを獲得し、ベストミドルブロッカー賞に選ばれた。2019年、U-20世界選手権に出場し銅メダルを獲得した。

## 受賞歴
- 2017年 - U-19欧州選手権 ベストミドルブロッカー賞
- 2017年 - U-19世界選手権 ベストミドルブロッカー賞
- 2018年 - U-19欧州選手権 ベストミドルブロッカー賞
- 2022年 - 2021/22ロシアスーパーリーグ ベストミドルブロッカー賞
- 2024年 - ロシアスーパーカップ MVP
- 2024年 - 2023/24ロシアスーパーリーグ ベストミドルブロッカー賞

## 所属クラブ
- Severyanka Cherepovets（2016-2021年）
- Proton-Saratov（2021-2023年）
- ディナモ・モスクワ（2023年-）